# Tony
 Denne artikel omhandler navnet Tony. Opslagsordet har også en anden betydning, se Tony Award.
 "Tonny" omdirigeres hertil. For andre betydninger af Tonny, se Tonny (flertydig).
Tony, Tonny eller Thony er et drengenavn, en forkortelse af Anthony som er den engelske form af navnet Anton. Toni er en finsk form (af det længere Anttoni). På engelsk bruges stavningen Toni for kvinder.
Navnet stammer oprindeligt fra latin og var et efternavn. Det har været anvendt i Sverige siden 1836 og var populært i 1960'erne og 1970'erne, men er efterhånden blevet noget mindre anvendt.

## Personer med navnet Tony/Toni
- Tony Bennett, amerikansk sanger
- Tony Blackplait, estisk musiker
- Tony Blair, britisk premierminister
- Tony Cetinski, kroatisk musiker
- Tony Curtis, amerikansk skuespiller
- Tony Danza, amerikansk skuespiller og musiker
- Tony Iommi, britisk musiker
- Tony Krantz, svensk filmproducent
- Tony Kakko, finsk sanger
- Toni Kukoc, kroatisk basketballspiller
- Tony Parker, fransk basketballspiller
- Tony Rickardsson, svensk speedwaykører
- Tony Scott, amerikansk regissør
- Tony Robinson, britisk skuespiller
- Toni Braxton, amerikansk sangerinde
- Toni Collette, australsk skuespillerinde
- Toni Elias, spansk roadracingkører
- Toni Kuivasto, finsk fodboldspiller
- Toni Morrison, amerikansk forfattar og nobelprismodtager
- Toni Polster, østrigsk fodboldspiller
- Toni Wirtanen, finsk guitarrist og sanger

## Andre betydninger
- Tony Award, en amerikansk teaterpris